# 4617 Zadunaisky
A 4617 Zadunaisky (ideiglenes jelöléssel 1976 DK) egy kisbolygó a Naprendszerben. Félix Aguilar Obszervatórium fedezte fel 1976. február 22-én.